# 대한민국 형사소송법 제158조
대한민국 형사소송법 제158조는 선서한 증인에 대한 경고에 대한 형사소송법의 조문이다.

## 조문
제158조(선서한 증인에 대한 경고) 재판장은 선서할 증인에 대하여 선서 전에 위증의 벌을 경고하여야 한다.

第158條(宣誓한 證人에 對한 警告) 裁判長은 宣誓할 證人에 對하여 宣誓 前에 僞證의 罰을 警告하여야 한다.

## 참고 문헌
- 손동권 신이철, 새로운 형사소송법(초판, 2013), 세창, 2013. ISBN 9788984114081

## 같이 보기
- 증인